# Benito Jerónimo Feijoo
Dom Benito Jerónimo Feijoo e Montenegro O.S.B. (O Pereiro de Aguiar, Ourense, 8 de Outubro de 1676 — Oviedo, 26 de Setembro de 1764) foi um influente polígrafo, ensaísta e filósofo galego de origem galega, considerado como uma das figuras literárias mais importantes de Castela do século XVIII e um dos primeiros defensores do Iluminismo na Península Ibérica. Professor na Universidade de Oviedo, foi monge beneditino, poliglota e estudioso da arte e da literatura. Dedicou-se ao ensaio, contando entre as suas principais obras o Teatro crítico universal (1726) e Cartas eruditas, uma recolha de 166 ensaios dos mais diversos temas.

## Biografia
Filho de fidalgos galegos, nasceu em Casdemiro, O Pereiro de Aguiar, Galiza. Considerado seguidor das ideais de frei Martin Sarmiento, ingressou como ele num mosteiro beneditino uns meses antes de que completar os 14 anos de idade.
Optando pela via clerical, cursou estudos superiores nas cidades de Salamanca e Oviedo e dedicou toda a sua vida ao estudo das línguas, da sociedade, da história e da literatura.
Desde 1709, e durante mais de meio século, residiu nas Astúrias, no colégio de San Vicente de Oviedo.

## Obra
É o autor do Teatro crítico universal, ou Discursos vários en todo género de materias para desengaño de errores comunes, que se publicou entre 1726 e 1740. Nesta obra trata temas de distintas ciências e actividades humanas e, pelo seu propósito de discorrer acerca das falsas crenças e das superstições, entre outros erros difundidos no povo, chamaram-lhe "o desenganador das Espanhas". A obra acaba por ser uma análise satírica das opiniões e das principais honrarias e profissões e teve um sucesso prodigioso, sendo traduzida em várias línguas europeias. Uma influente tradução para a língua francesa, da autoria de Vaquette d'Hermilly, apareceu em 1746.
Pelo seu carácter enciclopédico, esta obra insere-se na tradição das miscelâneas, ao estilo da Silva de varia lección de Pero Mexia (século XVI).
É autor também das Cartas eruditas y curiosas, publicadas entre 1742 e 1760.
Pedro Rodríguez de Campomanes publicou em Madrid, numa edição com 33 volumes, as Obras completas de Feijoo, acompanhadas por uma biografia.

### Obras editadas
- Teatro Crítico Universal (Madrid, 1726-1739, reedição em 1740)
- Cartas Eruditas y Curiosas (Madrid, 1742-1760, reedições em 1781 e 1783)
- Teatro crítico universal (edição moderna de Ángel-Raimundo Fernández González), Madrid: Cátedra, 1989 (ISBN 84-376-0252-1)

### Defesa da igualdade de homens e mulheres
"Saibam, pois, as mulheres, que não são no conhecimento inferiores aos homens"

### Unidade da língua portuguesa na península ibérica
" Dentro da Espanha parece a Castelhanos, e Andaluzes humilde, e plebeia a articulação da Jota, e o G de Portugueses, e Galegos. Mas os Franceses, que pronunciam do mesmo modo, não só as duas letras ditas, mas também a Ch, escutam com horror a articulação Castelhana"
"por compreender todos os dialetos da Latina, porque embora estes vulgarmente se reputam o serem não mais que três, o Espanhol, o Italiano, e o Francês, o P. Kirquer, Autor desapasionado {(a) De Turri Babel, lib. 3 cap. 1.}, acrescenta o Lusitano: em que, advirto, se deve incluir a língua Galega, como em realidade indistinta da Portuguesa, por ser pouquísimas as vozes em que discrepam, e a pronunciação das letras em todo semelhante: e assim se entendem perfeitamente os indivíduos de ambas Nações, sem alguma instrução antecedente."
"Que a língua Lusitana, ou Galega se deve considerar dialeto separado da Latina, e não subdialecto, ou corrupção da Castelhana, se prova, ao meu parecer com evidência, do maior parentesco que tem aquela, que esta, com a Latina."